# 花戀小町
花恋小町（日语：／，2月8日—），現寶塚歌劇團宙組娘役，暱稱、，京都府京都市人，畢業於同志社女子中學，身高165公分。

## 簡介
- 2022年，進入寶塚歌劇團，108期生[2][3]。同期生有雅耀(現月組男役)、星沢ありさ(現雪組娘役)、美渦せいか(現月組娘役)[2][3]。初次登台表演是星組公演『めぐり会いは再び next generation-真夜中の依頼人（ミッドナイト・ガールフレンド）-(再次相逢next generation－深夜中的委託人～，改編皮耶·德·馬里沃原作劇本「愛情與偶然狂想曲」)』[2][4][5][6][7]，之後被分到宙組[3][8]。
- 2023年，原定擔任『PAGAD（パガド）(帕加德～世紀魔術師卡廖斯特羅，改編自大仲马原作小說「大野心家(一)莊園怪客」)』新人公演女主角，因為宙組組員自殺事件公演取消[9][10][11]。
- 2025年1月，第一次擔任新人公演女主角，劇目是『Razzle Dazzle（ラズル ダズル）(拉茲爾 達茲爾)』[12][13]。

## 寶塚歌劇團時期

### 初舞台
- 2022年4月 寶塚大劇場星組公演『めぐり会いは再び next generation-真夜中の依頼人（ミッドナイト・ガールフレンド）-(再次相逢next generation－深夜中的委託人～，改編皮耶·德·馬里沃原作劇本「愛情與偶然狂想曲」)』[3][4][5]

### 宙組時期
- 2022年8-11月『HiGH&LOW-THE PREQUEL-』『Capricciosa（カプリチョーザ）!!(卡布里喬沙!!-隨心所欲-)』[14][15]
- 2023年3-6月『カジノ・ロワイヤル〜我が名はボンド〜(皇家賭場~我的名字是龐德~，改編自伊恩·佛萊明原作小說)』 新人公演 飾演:ダンサー(舞者)[16][17]
- 2023年7-8月 梅田藝術劇場、KAAT神奈川藝術劇場『大逆転裁判(大逆轉裁判，改編自逆转裁判系列電玩)』[18][19]
- 2023年9月29日 『PAGAD（パガド）(帕加德～世紀魔術師卡廖斯特羅，改編自大仲马原作小說「大野心家(一)莊園怪客」)』『Sky Fantasy!(天空幻想)』[9][10][11]※因為宙組組員自殺事件，公演全程取消。
- 2024年6-8月『Le Grand Escalier-ル・グラン・エスカリエ-(大樓梯)』[20][21]※特別公演
- 2024年10月 寶塚Bow Hall 『MY BLUE HEAVEN －わたしのあおぞら－(MY BLUE HEAVEN－我的藍色天堂)』飾演:町田加代子[22]
- 2025年1-4月『宝塚110年の恋のうた(寶塚110年情歌)』『Razzle Dazzle（ラズル ダズル）(拉茲爾 達茲爾)』 飾演:エキストラの女(女性臨時演員)、新人公演 飾演:ドロシー・レイン(桃樂絲・瑞恩)(正式公演:春乃樱)[12][13]＊第一次擔任新人公演女主角
- 2025年6-7月 KAAT神奈川藝術劇場、梅田藝術劇場 『RED STONE～悠遠なる叫び～(紅石～遙遠的呼喚)』飾演:マリーアン(瑪莉安妮)[23][24]
- 2025年9月-2026年1月 『PRINCE OF LEGEND(傳奇王子，改編TEAM HI-AX原作系列) 』飾演:神代ノア(神代諾拉) 新人公演 飾演:小日向理理花(正式公演:天彩峰里)『BAYSIDE STAR(港灣之星)』[25]

## 外部連結
- 寶塚官網花恋小町簡介（页面存档备份，存于）